# Stirling Albion F.C.
Stirling Albion F.C., właśc. Stirling Albion Football Club – szkocki klub piłkarski z siedzibą w Stirling.

## Historia
Klub został założony w 1945. W swojej historii rozegrał 11 sezonów w pierwszej lidze, w czasach kiedy stanowiły ją rozgrywki First Division. Występował też przez 28 sezonów na poziomie drugiej ligi (17 w Second Division i 11 w First Division), po raz ostatni w edycji 2010/2011.

### Historia występów w pierwszej lidze
| Sezon   | Liga           | Miejsce | Uwagi  |
| ------- | -------------- | ------- | ------ |
| 1949/50 | First Division | 16.     | spadek |
| 1951/52 | First Division | 16.     | spadek |
| 1953/54 | First Division | 14.     |        |
| 1954/55 | First Division | 16.     |        |
| 1955/56 | First Division | 18.     | spadek |
| 1958/59 | First Division | 12.     |        |
| 1959/60 | First Division | 17.     | spadek |
| 1961/62 | First Division | 18.     | spadek |
| 1965/66 | First Division | 15.     |        |
| 1966/67 | First Division | 16.     |        |
| 1967/68 | First Division | 18.     | spadek |

## Reprezentanci kraju grający w klubie
stan na grudzień 2023
|  | - Cliff Almond - Erik Paartalu - Alan Westwater - Jay Rodriguez - Stuart Elliott - Andrew Little - Billy Simpson - Charlie Tully - Grétar Hjartarson - Sammy Baird - Darren Barr |  | - Craig Beattie - Eric Caldow - John Colquhoun - David Kinnear - Willie MacFarlane - Brian Martin - George Paterson - Erich Schaedler - Robert Snodgrass - Ray Stewart |